# Circonscription d'Agarefa Gasera
La circonscription d'Agarefa Gasera est une des 177 circonscriptions législatives de l'État fédéré Oromia, elle se situe dans la Zone Balé. Son représentant actuel est Muhamed Abdosh Bekere.